# بروك فرازير
بروك فرازير (بالإنجليزية: Brooke Fraser)‏ هي مغنية مؤلفة ومغنية نيوزيلندية، ولدت في 15 ديسمبر 1983 في ويلينغتون في نيوزيلندا.

## وصلات خارجية
- الموقع الرسمي
- بروك فرازير على موقع IMDb (الإنجليزية)
- بروك فرازير على موقع ميوزك برينز (الإنجليزية)
- بروك فرازير على موقع أول ميوزيك (الإنجليزية)
- بروك فرازير على موقع ديسكوغز (الإنجليزية)